# Argitji
Argitji (armeniska: Արգիճի) är ett vattendrag i Armenien. Det ligger i provinsen Gegharkunik, i den centrala delen av landet, 60 kilometer öster om huvudstaden Jerevan.
Runt Argitji är det ganska tätbefolkat, med 72 invånare per kvadratkilometer.